# Association des théâtres francophones du Canada
L'Association des théâtres francophones du Canada (ATFC) est un organisme culturel fondé en 1984. Elle regroupe des théâtres d'un bout à l'autre du Canada et les représente auprès des instances gouvernementales, tout en favorisant le développement et le rayonnement du théâtre francophone au Canada.

## Historique
L'Association des théâtres francophones du Canada (ATFC) a été fondée en 1984 sous le nom de l'Association nationale des théâtres francophones hors Québec. Ses théâtres membres se situent principalement dans les grandes villes du Canada, à l'exception du Théâtre populaire d'Acadie, situé dans la municipalité de Caraquet au Nouveau-Brunswick.  
L'Association coproduit avec le Centre national des Arts le festival Les 15 Jours de la dramaturgie des régions, dont la première édition a lieu en 1995 à Ottawa. Le festival met en scène des spectacles francophones de l'Acadie, du Manitoba et de l'Ontario. 
En 1996, l'Association nationale des théâtres francophones hors Québec change de nom, puisque les termes « hors Québec » sont perçus négativement. Elle devient alors l'Association des théâtres francophones du Canada. À cette époque, elle compte 12 membres. 
En 1998, avec un membre de plus, l'ATFC tient son assemblée générale annuelle au Québec pour la première fois, dans la ville de Québec. Ceci reflète les liens étroits entre les compagnies théâtrales québécoises et celles de l'ATFC, qui donnent lieu à plusieurs collaborations, des pièces des membres de l'ATFC étant présentées dans un bon nombre de théâtres québécois. En 1998, René Cormier est à la présidence de l'ATFC et se bat pour que les organismes francophones soient perçus comme des réseaux dynamiques et qu'ils obtiennent plus de budget. Il porte aussi le chapeau de porte-parole des Organismes francophones nationaux. 
En 1999, l'ATFC met sur pied la Fondation pour l'avancement du théâtre francophone au Canada. Le lancement a lieu à Ottawa lors de la deuxième édition du festival Les 15 Jours de la dramaturgie des régions, qui a lieu du 4 au 19 juin 1999. La fondation est présidée par Antonine Maillet et son premier objectif de financement est de 1,5M$ en 5 ans. Son siège social est à Ottawa. Le festival, quant à lui, présente cette fois des pièces de l'ensemble de la francophonie canadienne. En plus des représentations théâtrales et des spectacles de lectures, l'ATFC assure l'organisation de tables rondes, de rencontres et d'ateliers. L'assemblée générale annuelle de l'ATFC a aussi lieu pendant ce festival. 
En 1999, suite au mandat de René Cormier du Théâtre populaire d'Acadie, Daniel Cournoyer de l'UniThéâtre d'Edmonton prend la présidence de l'ATFC.   
Du 12 au 18 juin 2000 a lieu à Edmonton en Alberta la première édition des Chantiers-théâtre de l'ATFC, dont l'idée est née pendant le festival Les 15 jours de la dramaturgie des régions. Contrairement à ce dernier événement, les Chantiers-théâtre ne sont pas ouverts au public, sauf à la soirée d'ouverture. Il s'agit plutôt d'un événement pour regrouper environ 75 personnes occupant différents postes au sein du milieu théâtral lors d'ateliers et de tables rondes, qui permettent d'accroître la compréhension et la collaboration entre les différentes compagnies théâtrales du pays. Un concours de textes de théâtre y a lieu, remporté par Michel Ouellette, et des discussions se tiennent autour des thèmes de l'exode des artistes vers les grands centres et des projets d'infrastructures théâtrales.  
En 2001, Guy Mignault, alors directeur artistique du Théâtre français de Toronto, est élu président de l'ATFC.  
En 2002, du 4 au 9 juin, a lieu à Memramcook au Nouveau-Brunswick la 2e édition des Chantiers-théâtre, événement qui vise à se tenir tous les deux ans. Lors de la tenue de cette 2e édition, les retombées de la première se font déjà sentir, puisque les Chantiers-théâtre ont donné lieu à des coproductions et à plus de mobilité des artistes.  
Le festival Les 15 jours de la dramaturgie des régions, qui a aussi été connu sous le nom de Festival de théâtre des régions, vit quant à lui des moments difficiles, alors qu'il y a des dissensions dans l'organisation. L'édition de 2003 est annulée. En 2005, l'événement se transforme et prend le nom de Zones théâtrales. La direction est entièrement assumée par le Centre national des Arts, qui coproduisait auparavant le festival en collaboration avec l'ATFC. Les nouvelles Zones théâtrales présentent des pièces de théâtre de la francophonie canadienne et des régions québécoises.  
En 2005, Paulette Gagnon devient présidente de l'ATFC.  
Le 8 août 2017, Geneviève Pineault devient directrice générale de l'ATFC. 
En 2022, Allain Roy, alors directeur artistique et codirecteur du Théâtre populaire d'Acadie, prend la présidence de l'ATFC. Les défis sont grands, notamment en raison des effets de la pandémie de COVID-19 qui se font encore sentir sur l'affluence en salle. À cette époque, 17 compagnies théâtrales sont membres de l'ATFC. 

## Mission
L'Association des théâtres francophones du Canada est le front commun des théâtres de la francophonie canadienne, visant à leur donner une voix forte de revendications, notamment auprès des instances gouvernementales. Le rayonnement et le développement des théâtres et de leurs productions théâtrales figurent aussi au cœur des priorités de l'ATFC, tout comme la valorisation de l'engagement et de l'enracinement des artistes de théâtre dans leurs régions respectives. La formation et la création dramaturgique font aussi partie de la mission de l'ATFC.

## Membres
L'Association des théâtres francophones du Canada compte 17 membres. Trois sont au Nouveau-Brunswick: L'Escaouette et le Théâtre Satellite à Moncton, puis le Théâtre Populaire d'Acadie à Caraquet. Dix sont en Ontario: le Trillium, la Vieille 17, la Catapulte, Vox Théâtre, Créations In Vivo et le Théâtre Rouge Écarlate à Ottawa, le Théâtre français de Toronto, le Théâtre la Tangente et Corpus à Toronto, puis le Théâtre du Nouvel-Ontario à Sudbury. Dans les Prairies, on compte parmi les membres de l'ATFC la Troupe du Jour, à Saskatoon en Saskatchewan, le Théâtre Cercle Molière à Winnipeg au Manitoba, puis l'UniThéâtre à Edmonton en Alberta. Le Théâtre la Seizième à Vancouver en Colombie-Britannique complète le groupe.